# Craugastor galacticorhinus
Craugastor galacticorhinus är en groddjursart som först beskrevs av Luis Canseco-Márquez och Smith 2004.  Craugastor galacticorhinus ingår i släktet Craugastor och familjen Craugastoridae. Inga underarter finns listade i Catalogue of Life.